# Kissing the Rain
Kissing the Rain (Całując deszcz) – powieść angielskiego pisarza Kevina Brooksa (autora książki Martyn Pig) wydana po raz pierwszy w 2004 roku. Jest to opowieść o Moo, świadku morderstwa, postawionym przed dylematem, czy powiedzieć policji prawdę, narażając się na zemstę.